# Magnolia striatifolia
Magnolia striatifolia este o specie de plante din genul Magnolia, familia Magnoliaceae, descrisă de Elbert Luther Little. Conform Catalogue of Life specia Magnolia striatifolia nu are subspecii cunoscute.